# George Foster
George Walter Foster (Plymouth, 26 settembre 1956) è un allenatore di calcio ed ex calciatore inglese, di ruolo difensore.

## Caratteristiche tecniche
Era un difensore centrale.

## Carriera

### Giocatore
Esordisce tra i professionisti nella stagione 1973-1974 con il Plymouth, club della sua città natale e con cui già giocava nelle giovanili, disputando all'età di 17 anni 5 partite nella terza divisione inglese, campionato che si conclude con la promozione dei Pilgrims in seconda divisione, categoria in cui pur essendo in rosa Foster nella stagione 1974-1975 non gioca però nessuna partita. Nella stagione 1975-1976 realizza invece una rete in 16 presenze in seconda divisione, trascorrendo poi anche un periodo in prestito al Torquay Utd, con cui realizza 3 reti in 6 presenze in quarta divisione.
Terminato il prestito, nella stagione 1976-1977 realizza 2 reti in 15 partite di campionato; è però dalla stagione 1977-1978, trascorsa nuovamente in terza divisione, nella quale gioca tutte e 46 le partite in programma realizzando anche 3 reti, che si impone come titolare, ruolo che mantiene anche nelle stagioni 1978-1979, 1979-1980 e 1980-1981, sempre tutte in terza divisione. Nella stagione 1981-1982 gioca invece ulteriori 10 partite di campionato con il Plymouth per poi passare in prestito all'Exeter City, con cui gioca 28 partite sempre in terza divisione.
Nell'estate del 1982 lascia dopo nove stagioni, condite da 247 presenze e 6 reti, il Plymouth: viene infatti acquistato per 40000 sterline dal Derby County, con la cui maglia nella stagione 1982-1983 gioca 30 partite in seconda divisione; la sua permanenza nei Rams dura tuttavia una sola stagione, visto che già nell'estate del 1983 viene ceduto al Mansfield Town, club di quarta divisione: gioca per tre stagioni consecutive in questa categoria con gli Stags (42, 44 e 46 presenze rispettivamente), conquistando una promozione in terza divisione al termine della stagione 1985-1986; nella stagione 1986-1987, la prima di cinque stagioni consecutive giocate in terza divisione sempre con il Mansfield Town, vince anche un Football League Trohpy. Ad eccezione delle 34 presenze della stagione 1990-1991 (quella della retrocessione in quarta divisione dopo un lustro in terza serie), Foster salta solo 11 delle 184 partite di campionato in programma tra il 1986 ed il 1990, continuando poi a giocare con buona continuità (24 presenze) anche nella stagione 1991-1992, giocata in quarta divisione, nella quale peraltro il club conquista un'immediata promozione in terza serie, categoria in cui Foster gioca 10 partite nella stagione 1992-1993: si tratta delle ultime delle sue 449 presenze in partite ufficiali (con 3 reti segnate) con la maglia del Mansfield Town, che a fine stagione lascia dopo dieci anni di permanenza. Ad eccezione di 2 partite nel Telford Utd (di cui era anche allenatore) sono anche in assoluto le sue ultime partite da professionista.
In carriera ha disputato complessivamente 649 presenze e segnato 9 reti nei campionati della Football League e, comprendendo anche le altre competizioni ufficiali, ha un bilancio totale di 770 presenze e 12 reti in competizioni ufficiali.

### Allenatore
Inizia ad allenare nel febbraio del 1989, quando Ian Greaves si dimette dalla panchina del Mansfield Town: di fatto, rimane in carica con il doppio ruolo di giocatore ed allenatore fino al termine della stagione 1992-1993, ovvero per il resto della sua permanenza nel club come giocatore. Inizia in realtà con il solo ruolo di allenatore anche la stagione 1993-1994, ma già nel settembre del 1993 viene esonerato e sostituito in panchina da Andy King a causa degli scarsi risultati ottenuti nelle prime giornate di campionato. Già un mese più tardi, nell'ottobre del 1993, diventa allenatore del Telford Utd, club di Football Conference (quinta divisione e più alto livello calcistico inglese al di fuori della Football League). Nelle sue due stagioni in carica al club conquista rispettivamente un diciassettesimo ed un diciannovesimo posto di classifica, entrambi piazzamenti sufficienti per il mantenimento della categoria. L'anno seguente lavora poi come vice al Lincoln City, lavorando poi per quasi due decenni come osservatore per un gran numero di club delle prime due divisioni inglesi. Torna ad allenare nel dicembre del 2019, diventando vice di James Rowe al Gloucester City, club di National League North (sesta divisione); segue poi Rowe sempre come vice anche al Chesterfield, nel novembre del 2020.

## Palmarès

### Giocatore

#### Competizioni nazionali
- Football League Trophy: 1

Mansfield Town: 1986-1987